# درخت پهلوی
درخت پهلوی (نام علمی: Senna septemtrionalis) نام یک گونه از زیرخانواده ارغوانیان است.